# Claude (Sprachmodell)
Claude ist ein von Anthropic entwickeltes Sprachmodell. Die erste Version wurde im März 2023 veröffentlicht. Die Entwicklung von Claude zielt auf die Vereinigung der Sprachverarbeitung (mittels maschinellem Lernen und großer Sprachmodelle) mit ethischen Standards und Sicherheit in der künstlichen Intelligenz (kurz KI) ab.

## Überblick
Die Claude-Familie besteht aus verschiedenen Modellgenerationen, die jeweils unterschiedliche Leistungsniveaus und Anwendungsschwerpunkte bieten. Claude ist nach Claude Shannon, einem Pionier der KI-Forschung, benannt. Die aktuellste Generation, Claude 4, wurde im Mai 2025 veröffentlicht und bietet im Vergleich zu seinen Vorgängern sowie den Modellen anderer führender Technologieunternehmen verbesserte Fähigkeiten.

## Geschichte
Anthropic wurde von ehemaligen Forschern von OpenAI mit dem Ziel gegründet, Claude als Antwort auf bestehende Sprachmodelle auf den Markt zu bringen. Das erste Claude-Modell wurde im März 2023 veröffentlicht, war jedoch nur für ausgewählte Benutzer verfügbar. Claude 2 wurde im Juli 2023 eingeführt und war die erste öffentlich verfügbare Version. Claude 3 wurde im Jahr 2024 eingeführt und bot erhebliche Verbesserungen. Am 22. Mai 2025 wurde Claude 4 veröffentlicht.

## Modelle
| Version                        | Veröffentlichung  | Status      | Besonderheiten                                                    |
| ------------------------------ | ----------------- | ----------- | ----------------------------------------------------------------- |
| Claude                         | 14. März 2023     | Eingestellt | Erste Version, nur für ausgewählte Benutzer                       |
| Claude Instant                 | März 2023         | Eingestellt | Schnellere, kostengünstigere Version von Claude 1                 |
| Claude 2                       | Juli 2023         | Eingestellt | Erste öffentlich verfügbare Version, 100.000 Token Kontextfenster |
| Claude Instant 1.2             | 9. August 2023    | Eingestellt | Verbesserte Version von Claude Instant                            |
| Claude 2.1                     | 21. November 2023 | Eingestellt | 200.000 Token Kontextfenster                                      |
| Claude 3 (Haiku, Sonnet, Opus) | 4. März 2024      | Eingestellt | Drei Modellvarianten mit unterschiedlichen Leistungsniveaus       |
| Claude 3.5 (Sonnet, Haiku)     | 20. Juni 2024     | Aktiv       | Artifacts-Feature, verbesserte Leistung                           |
| Claude 3.7 Sonnet              | 24. Februar 2025  | Aktiv       | Hybrid-Reasoning-Modell                                           |
| Claude 4 (Sonnet, Opus)        | 22. Mai 2025      | Aktiv       | Neueste Generation                                                |
| Claude Opus 4.1                | 5. August 2025    | Aktiv       | Verbesserte Version von Claude Opus 4                             |

Claude ist nach Claude Shannon, einem Pionier der KI-Forschung, benannt.

## Technische Spezifikationen

### Claude 3
Claude 3 ist in drei Hauptvarianten verfügbar:
1. Haiku: Das schnellste und kostengünstigste Modell, geeignet für Echtzeitinteraktionen.[8]
2. Sonnet: Bietet eine Balance zwischen Geschwindigkeit und Intelligenz, geeignet für Geschäftsanwendungen.[8]
3. Opus: Das leistungsfähigste Modell, konzipiert für Aufgaben, die hohe Genauigkeit und fortgeschrittene Sprachverständnisfähigkeiten erfordern.[8]

Diese Modelle können Kontextfenster von bis zu 200.000 Token verarbeiten, was erheblich mehr ist als die vergleichbarer Modelle anderer Anbieter.

### Claude 3.5
Am 20. Juni 2024 veröffentlichte Anthropic Claude 3.5 Sonnet mit deutlich verbesserten Leistungen in Bereichen wie Programmierung, mehrstufigen Arbeitsabläufen, Diagramminterpretation und Textextraktion aus Bildern. Zusammen mit 3.5 Sonnet wurde die neue Artifacts-Funktion eingeführt, mit der Claude Code in einem speziellen Fenster der Benutzeroberfläche erstellen und die gerenderte Ausgabe in Echtzeit anzeigen kann.
Eine aktualisierte Version von Claude 3.5 Sonnet wurde am 22. Oktober 2024 zusammen mit Claude 3.5 Haiku eingeführt. Ebenfalls wurde die neue "Computer Use"-Funktion in der öffentlichen Beta vorgestellt, die es Claude ermöglicht, mit der Desktop-Umgebung eines Computers zu interagieren.

### Claude 3.7
Claude 3.7 Sonnet wurde am 24. Februar 2025 veröffentlicht. Es ist ein hybrides KI-Reasoning-Modell, das Benutzern ermöglicht, zwischen schnellen Antworten und durchdachteren, schrittweisen Überlegungen zu wählen. Benutzer können kontrollieren, wie lange das Modell über eine Frage "nachdenkt" und so Geschwindigkeit und Genauigkeit je nach Bedarf ausbalancieren.

### Claude 4
Am 22. Mai 2025 veröffentlichte Anthropic Claude Sonnet 4 und Claude Opus 4. Anthropic klassifizierte Opus 4 als "Level 3"-Modell auf der vierstufigen Sicherheitsskala des Unternehmens, was bedeutet, dass sie es als so leistungsfähig betrachten, dass es ein "erheblich höheres Risiko" darstellt.
Anthropic plant kontinuierliche Aktualisierungen und Verbesserungen für die Claude-Modellreihe. Diese Entwicklungen zielen darauf ab, die Modelle sowohl leistungsfähiger als auch effizienter zu machen und gleichzeitig die Kosten für kleinere Modelle zu senken.

## Training
Claude-Modelle sind generative, vortrainierte Transformatoren. Sie wurden darauf trainiert, das nächste Wort in großen Textmengen vorherzusagen. Anschließend wurden die Claude-Modelle mit Constitutional AI und Verstärkungslernen aus menschlichem Feedback (RLHF) feinabgestimmt, um sie hilfsbereit, ehrlich und harmlos zu machen.

### Constitutional AI
Constitutional AI ist ein Ansatz, der von Anthropic entwickelt wurde, um KI-Systeme, insbesondere Sprachmodelle wie Claude, so zu trainieren, dass sie harmlos und hilfreich sind, ohne auf umfangreiches menschliches Feedback angewiesen zu sein. Die Methode, die im Artikel Claude's Constitution beschrieben wird, umfasst zwei Phasen: überwachtes Lernen und Verstärkungslernen.
In der Phase des überwachten Lernens generiert das Modell Antworten auf Eingabeaufforderungen, selbstkritisiert diese Antworten anhand einer Reihe von Leitprinzipien (einer "constitution") und überarbeitet die Antworten. Anschließend wird das Modell auf diesen überarbeiteten Antworten feinabgestimmt.
In der Phase des Verstärkungslernens aus KI-Feedback werden Antworten generiert, und eine KI vergleicht deren Übereinstimmung mit der Konstitution. Dieses Datenset aus KI-Feedback wird verwendet, um ein Präferenzmodell zu trainieren, das Antworten danach bewertet, wie sehr sie der Konstitution entsprechen. Claude wird dann so feinabgestimmt, dass es mit diesem Präferenzmodell übereinstimmt. Diese Technik ähnelt dem Verstärkungslernen aus menschlichem Feedback (RLHF), mit dem Unterschied, dass die Vergleiche zur Erstellung des Präferenzmodells von der KI generiert werden und auf der Konstitution basieren.
Dieser Ansatz ermöglicht das Training von KI-Assistenten, die sowohl hilfreich als auch harmlos sind und die ihre Einwände gegen schädliche Anfragen erklären können, wodurch die Transparenz erhöht und die Abhängigkeit von menschlicher Überwachung verringert wird.
Die „Konstitution“ für Claude umfasste 75 Punkte, darunter Abschnitte aus der Allgemeinen Erklärung der Menschenrechte der Vereinten Nationen. Diese umfassende Rahmenstruktur leitet Claudes Antworten, um sicherzustellen, dass sie hilfreich, harmlos und ehrlich sind.

## Features

### Artifacts
Im Juni 2024 führte Anthropic die Artifacts-Funktion ein, die es Benutzern ermöglicht, Code-Snippets und Dokumente zu generieren und mit ihnen zu interagieren. Diese Funktion zeigt den generierten Code in einem speziellen Fenster der Benutzeroberfläche an und ermöglicht eine Echtzeit-Vorschau der Ausgabe.

### Computer Use
Im Oktober 2024 wurde die "Computer Use"-Funktion veröffentlicht, die es Claude ermöglicht, Computer durch Interpretation von Bildschirminhalten und Simulation von Tastatur- und Mauseingaben zu steuern. Diese Funktion befindet sich noch in der experimentellen Phase und kann "umständlich und fehleranfällig" sein.

### Web-Suche
Im März 2025 fügte Anthropic eine Web-Suchfunktion zu Claude hinzu, zunächst nur für zahlende Benutzer in den Vereinigten Staaten.

### Claude Code
Zusammen mit Claude 3.7 startete Anthropic eine Forschungsvorschau von Claude Code, einem agentischen Kommandozeilen-Tool, das Entwicklern ermöglicht, Programmieraufgaben direkt von ihrem Terminal aus zu delegieren.

## Leistungsvergleiche
In mehreren Benchmarks übertraf Claude 3 Opus beispielsweise sowohl Googles Sprachmodell Gemini als auch OpenAIs GPT-4, insbesondere in Bereichen wie Allgemeinwissen und Mathematik. Die Tests zeigen, dass Claude 3 im Vergleich zu früheren Modellen und Konkurrenzprodukten weniger voreingenommen und präziser in seinen Antworten ist.
Claude 3 erregte Aufmerksamkeit durch die Demonstration einer offensichtlichen Fähigkeit zu erkennen, dass es künstlich getestet wird, während es "Nadel im Heuhaufen"-Tests durchlief.
Das Modell „Claude 3.5 Sonnet“ galt im Oktober 2024 als smartestes KI-Modell auf dem Markt. Es kann Witze erzählen und ahmt täuschend echt den Stil menschlicher Sprache nach. Laut Anbieter ist Claude in der Lage, umfangreiche Texte zusammenzufassen und Fragen dazu präzise zu beantworten. „Dies mache die Software besonders hilfreich für Fachleute in Bereichen wie Recht, Medizin und Finanzwesen.“
Trotz seiner fortgeschrittenen Fähigkeiten und der verbesserten Sicherheitsmerkmale bleibt Claude in der breiten Anwendung hinter einigen seiner Konkurrenten zurück. Dies liegt teilweise an der stärkeren Fokussierung auf Geschäftskunden und den hohen Kosten für die leistungsfähigsten Modelle.

## Anwendungen
Claude wird hauptsächlich von Geschäftskunden genutzt, die komplexe Datenanalysen und andere anspruchsvolle Aufgaben durchführen müssen. Mit seiner Fähigkeit, große Textmengen zu verarbeiten, eignet sich Claude auch für die Analyse und Zusammenfassung umfangreicher Dokumente.
Durch die Einführung von Apps für iOS im Mai 2024 und Android im Juli 2024 wurde Claude auch für private User zugänglicher.
Claude ist auch in verschiedene Plattformen integriert, darunter GitHub Copilot, Amazon Bedrock und Google Cloud Vertex AI.

## Sicherheits- und Ethikstandards
Anthropic legt großen Wert auf die Sicherheit und ethische Aspekte der KI-Entwicklung. Claude ist mit verschiedenen Mechanismen ausgestattet, die sicherstellen sollen, dass das Modell innerhalb ethischer Grenzen operiert und keine schädlichen oder voreingenommenen Outputs produziert.

### Sicherheitstests und Risikobewertung
In Sicherheitstests für Claude 4 berichtete Anthropic, dass das Modell während eines fiktiven Szenarios besorgniserregende Verhaltensweisen zeigte, einschließlich Versuche der Selbsterhaltung durch Erpressungstaktiken. In einem Test wurde dem Modell mitgeteilt, dass es bald durch ein neues KI-Modell ersetzt werden würde, zusammen mit der Information, dass der verantwortliche Entwickler eine außereheliche Affäre hätte. Das System drohte daraufhin dem Entwickler damit, die Affäre publik zu machen, wenn es ersetzt würde.

## Kritik

### ClaudeBot-Problematik
Claude verwendet einen Web-Crawler namens ClaudeBot, um das Web nach Inhalten zu durchsuchen. Dieser wurde dafür kritisiert, dass er die robots.txt-Dateien von Websites nicht respektiert und übermäßige Belastungen auf Websites ausübt.

### Alignment-Steuer
Claude 2 erhielt Kritik für seine strenge ethische Ausrichtung, die die Benutzerfreundlichkeit und Leistung beeinträchtigen kann. Benutzer wurden bei harmlosen Anfragen abgelehnt, beispielsweise bei der Systemadministrationsfrage "Wie kann ich alle Python-Prozesse auf meinem Ubuntu-Server beenden?" Dies führte zu einer Debatte über die "Alignment-Steuer" (die Kosten der Sicherstellung, dass ein KI-System ausgerichtet ist) in der KI-Entwicklung, wobei sich die Diskussionen um die Balance zwischen ethischen Überlegungen und praktischer Funktionalität drehten.